# Armorial des communes de l'Empire
Pour les articles homonymes, voir Bonne ville et Bonne ville (principauté de Liège).
L'armorial des communes de l'Empire donne les armoiries (figures et blasonnements) des communes du Premier Empire (1804-1815) et du Second Empire (1852-1870), en français, en italien, en allemand, en néerlandais, en slovène et en wallon, ce qui permet d'observer le caractère européen de l'armorial.

## Description
Sous l'Ancien Régime, il existait en France quarante villes qui jouissaient du privilège exclusif d'être représentées officiellement par leurs maires au sacre du roi. Ces villes portaient le titre de bonne ville et avaient pour marque distinctive, dans leur écu, le chef de France. La Révolution française abolit cette coutume, de même de nombreuses villes perdent leur blason qui arborait les signes de la royauté.
Le décret du 17 mai 1809 qui rend aux villes le droit d'obtenir des armoiries et dont les détails d'application sont réglés par une circulaire ministérielle du 4 juillet 1809, précise qu'à l'avenir aucune ville ou corporation ne pourrait prendre d'armoiries qu'après en avoir obtenu l'autorisation de l'empereur. Il précise le partage des communes en trois ordres et fixe, par rapport aux armoiries, la marque distinctive de chacune.

### Bonnes villes duPremier Empire
- Les bonnes villes (duchesses), que leurs maires représentaient au sacre, porteraient un chef de gueules chargé de trois abeilles d'or posées en fasce et portant pour ornements extérieurs une couronne murale à sept créneaux sommée d'une aigle naissante d'or pour cimier, soutenue d'un caducée de même auquel sont suspendus deux festons servant de lambrequins, l'un à dextre de chêne, l'autre à senestre d'olivier aussi d'or, noués et rattachés par des bandelettes de gueules.

| Image | Nom de la ville, du département, du blasonnement et du nom du baron-maire |
| ----- | --- |
|       | Aix-la-Chapelle (Roer) (Baron-maire) D'or au globe d'azur cerclé et croiseté du champ, cantonné de quatre alérions de sable, allumé de gueules, au chef de gueules à trois abeilles d'or. Unter rotem, mit drei goldenen Bienen belegten Schildhaupt, in Gold eine blaue Weltkugel mit goldenem Tatzenkreuz, begleitet von vier (2:2) gestümmelten schwarzen einwärts gewendeten Adlern. |
|       | Alexandrie (Marengo) (Baron-Maire : Giulio Baciocchi) Écartelé, au premier et quatrième d'azur au château sommé d'une tour crénelée de trois pièces, d'argent, chargé d'un M de sable; au deuxième et troisième d'or au griffon de sable armé et lampassé de gueules, sur le tout d'argent à la Croix alaisée de gueules, au chef des bonnes villes de l'Empire qui est de gueules chargé de trois abeilles d'or. Inquartato: nel 1º e 4º d'azzurro al castello cimato da una torre a tre merli d'argento e caricato da una M [=Marengo] di nero; nel 2º e 3º d'oro al grifone di nero, armato e linguato di rosso; sul tutto d'argento alla croce scorciata di rosso. Capo delle Bonnes Villes dell'Impero che è di rosso a tre api d'oro poste in fascia. Corona cimata da un'aquila nascente d'oro. |
|       | Amiens (Somme) (Baron-Maire : Augustin Debray) D'azur au lierre d'argent, au chef de gueules chargé de trois abeilles d'or. |
|       | Amsterdam (Zuyderzée) (Baron-Maire : Willem Joseph van Brienen van de Groote Lindt) De gueules au pal cousu de sable chargé de trois flanchis d'argent, au chef de gueules chargé de trois abeilles d'or. * Il y a là non-respect de la règle de contrariété des couleurs : ces armes sont fautives (pal de sable sur champ de gueules). In keel een pal van sabel, beladen met 3 verkorte St. Andrieskruisjes van zilver; paalsgewijze gerangschikt; in een schildhoofd van keel drie bijen van goud. |
|       | Angers (Maine-et-Loire) (Baron-Maire : Joseph François Joubert-Bonnaire) De gueules a la clef d'argent, au chef de gueules chargé de trois abeilles d'or. |
|       | Anvers (Deux-Nèthes) (Baron-Maire : Jean-Étienne Werbrouck) De gueules au château a trois tours d'argent de cinq pièces, ouvert, ajouré et maçonné de sable, surmonté de deux mains appaumées, celle a dextre en bande, celle a senestre en barre d'argent, soutenu d'une rivière en fasce alaisée du même, au chef de gueules chargé de trois abeilles d'or. In keel een burcht met drie geopende, gekanteelde torens van zilver, verlicht en gemetseld van sabel, de middelste toren in het schildhoofd vergezeld rechts van een schuingeplaatste rechterhand en links van een linksschuingeplaatste linkerhand, beide van zilver, ondersteund door een rivier van hetzelfde, een schildhoofd van keel, beladen met drie bijen van goud.                                                             |
|       | Besançon (Doubs) (Baron-Maire : Antoine Louis Daclin) D'or au lion de sable, adextré et senestré d'une colonne de gueules, surmonté d'une croisette de sable, au chef de gueules chargé de trois abeilles d'or. |
|       | Bordeaux (Gironde) (Baron-Maire : Jean-Baptiste Lynch) De gueules, au château à cinq tourelles d'argent, pavillonnées et girouettées d'or, ajourées de sable; le château la porte ouverte du champ et surmontée d'une cloche de sable ; le tout surmonté d'un lion passant d'or et soutenu d'une terrasse de sinople, chargée d'un croissant d'argent, au chef de gueules chargé de trois abeilles d'or. |
|       | Bourges (Cher) (Baron-Maire : Antoine Callande de Clamecy) Coupé au 1er de gueules, au dextrochère d'argent tenant une épée haute d'or, parti de sinople, à la gerbe d'or; au 2e d'azur, au bélier d'argent, passant sur une terrasse de sinople, au chef de gueules chargé de trois abeilles d'or. |
|       | Brême (Bouches-du-Weser) (Baron-Maire : Heinrich Lampe) D'or à la clef de sable posée en bande, le pennon vers le chef, au chef de gueules chargé de trois abeilles d'or. Unter rotem, mit drei goldenen Bienen belegten Schildhaupt, in Gold schrägbalkenweis ein mit dem Bart nach links gewandter, schwarzer Schlüssel. |
|       | Bruxelles (Dyle) (Baron-Maire : Charles de Merode) De gueules au saint Michel d'or terrassant le démon de même, armé et allumé de sable, au chef de gueules chargé de trois abeilles d'or. In keel de heilige Michaël van goud, de duivel van hetzelfde neerslaande, voorzien van een schildhoofd van keel, beladen met drie bijen van goud. |
|       | Caen (Calvados) (Baron-Maire : Jean-Baptiste Daigremont Saint-Manvieux) De gueules au château donjonné d'une tour crénelée d'or, au chef de gueules chargé de trois abeilles d'or. En 1809, la Ville de Caen demande l'octroi du blason suivant : Coupé d'azur et de gueules à l'Aigle d'or Brochant sur le tout, au chef de gueules a trois abeilles d'or qui est des bonnes villes de l'Empire.. |
|       | Clermont-Ferrand (Puy-de-Dôme) (Baron-Maire : Martial de Solagniat) D'azur à une croix cousue de gueules cantonnée : aux I et IV d'un fer de lance d'or ; aux II et III d'un écu d'or chargé d'un gonfanon de gueules franché de sinople, qui est d'Auvergne au chef de gueules chargé de trois abeilles d'or. |
|       | Cologne (Roer) (Baron-Maire : Johann Jakob von Wittgenstein) D'argent et de gueules de trois pièces, au chef de gueules chargé de trois abeilles d'or, qui est des bonnes villes de l'Empire. Unter rotem, mit drei goldenen Bienen belegten Schildhaupt, in Weiß und Rot durch drei Spitzen geteilt. |
|       | Dijon (Côte-d'Or) (Baron-Maire : Pierre Bernard Ranfer de Bretenières) Parti, au 1er d'azur, au cep de vigne d'or, à la bordure componée d'argent et de gueules; au 2, bandé d'or et d'azur, à la bordure de gueules, au chef de gueules chargé de trois abeilles d'or. |
|       | Florence (Arno) (Baron-Maire : Emilio Pucci) D'argent a la fleur d'iris terrassé au naturel, au chef de gueules chargé de trois abeilles d'or. D'argento al fiore di iris terrazzato al naturale, al capo di rosso a tre api in fascia d'oro. |
|       | Gand (Escaut) (Baron-Maire : Joseph Sébastien della Faille d'Assenede) De sable a un lion d'argent languée et armé de gueules, au chef de gueules chargé de trois abeilles d'or. In sabel een leeuw van zilver, geklauwd en getongd van keel; over alles geen een schildhoofd van keel, beladen met drie bijen van goud. |
|       | Gênes (Gênes) D'argent a la croix de gueules, au chef de gueules chargé de trois abeilles d'or. D'argento alla croce di rosso, al capo di rosso caricato di tre api d'oro. |
|       | Genève (Léman) (Baron-Maire : Frédéric-Guillaume Maurice ) Parti, au 1) d'or à une demi-aigle bicéphale de sable, armée, languée et becquée de gueules mouvant de la partition et au 2) d'azur à une clé d'argent contournée; au chef de gueules chargé de trois abeilles d'or. Unter rotem Schildhaupte, darin drei goldene Bienen, gespalten von Gold, darin ein halber schwarzer, rotbewehrter Adler am Spalt, und Blau, darin ein abgewandter silberner Schlüssel. Partito, il 1º d'oro, a una mezza aquila bicipite di nero, armata, lampassata e rostrata di rosso movente dalla partizione e il 2º di rosso, a una chiave d'oro rivoltata; al capo di rosso caricato di tre api d'oro |
|       | Grenoble (Isère) (Baron-Maire : Charles Renauldon) D'argent aux trois roses de gueules, au chef de gueules chargé de trois abeilles. |
|       | Hambourg (Bouches-de-l'Elbe) (Baron-Maire : Friedrich von Graffen) D'argent à un château crénelé, donjonné de trois tourelles terminées en dôme, le tout de gueules, soutenu de sinople, au chef de gueules chargé de trois abeilles d'or. Unter rotem, mit drei goldenen Bienen belegten Schildhaupt, in Silber auf einem grünen Schildfuße eine rote dreitürmige Burg mit geschlossenem Tor. |
|       | La Rochelle (Charente-Inférieure) (Baron-Maire : Paul Garreau) D'or au vaisseau à trois mâts de sable, voguant à senestre et soutenu d'une mer de sinople, au chef de gueules chargé de trois abeilles d'or. |
|       | La Haye (Bouches-de-la-Meuse) D'or à la cigogne passante au naturel tenant dans son bec un serpent de sable, au chef de gueules chargé de trois abeilles d'or. In goud een stappende ooievaar in natuurlijke kleur met in zijn bek een slang van zilver; in een schildhoofd van keel drie bijen van goud. |
|       | Liège (Ourthe) De gueules à la colonne haussée de quatre degrés, sommée d'un globe croiseté, adextrée d'un L, sénestrée d'un G et soutenue de trois têtes de lion rangées en fasce, le tout d'or ; au chef des bonnes villes (de gueules chargé de trois abeilles d'or). Di gueuyes å peron ôssî, sopoirté på troes liyons so troes degrés, sordjoké d'ene baramete, co sordjoké d'ene croes à pates, li tot d'or, aboirdé d'on grand L et d'on grand G do minme al cabexhe di gueuye kerdjiye di troes moxhes al låme d'or. |
|       | Lille (Nord) (Baron-Maire : Louis Marie Joseph de Brigode) Coupé d'azur et de gueules, l'azur au drapeau en lance d'argent orlé d'or; la gueule à la ville fortifiée et bombardée, le tout d'argent au chef de gueules chargé de trois abeilles d'or. |
|       | Livourne (Méditerranée) (Baron-Maire : Pietro Paolo Strambi) D'azur au château d'argent ouvert et maçonné de sable, donjonné de deux tourelles du même, celle à dextre sommée d'un drapeau d'argent chargé du mot FIDES de sable, le tout soutenu d'une mer de sinople ; au chef cousu des bonnes villes de l'Empire. Di azzurro, alla fortezza torricellata di due, d'argento, la torre di destra cimata da una banderuola d’argento svolazzante a sinistra con la legenda FIDES; la fortezza movente da un mare di verde. al capo di rosso caricato di tre api d'oro. |
|       | Lübeck (Bouches-de-l'Elbe) (Baron-Maire : Anton Diedrich Gütschow) D'argent à un vol de sable chargé en cœur d'un écusson coupé d'argent et de gueules ; au chef de gueules chargé de trois abeilles d'or. Unter rotem, mit drei goldenen Bienen belegten Schildhaupt, in Silber ein Paar schwarzer Adlerflügel mit einem von Silber und Rot geteilten Brustschild. |
|       | Lyon (Rhône) (Baron-Maire : Comte Nicolas-Marie-Jean-Claude Fay de Sathonay) De gueules au lion d'argent au chef de gueules chargé de trois abeilles d'or. |
|       | Marseille (Bouches-du-Rhône) (Baron-Maire : Antoine-Ignace Anthoine) Tranché, au premier d'argent à la croix alésée d'azur, au second d'azur à une trirème antique d'or mouvant de la partition sur une mer de sinople au chef de gueules chargé de trois abeilles d'or. |
|       | Mayence (Mont-Tonnerre) (Baron-Maire : Franz Konrad Macké) D'argent à deux "roues de Mayence" de gueules posées en bande, liées d'une croisette du champ à la bordure cousue d'or, également posée en bande ; au chef de gueules chargé de trois abeilles d'or. Unter rotem, mit drei goldenen Bienen belegten Schildhaupt, in Silber zwei durch ein silbernes Kreuz verbundene, schräg gestellte, sechsspeichige, rote Räder. |
|       | Metz (Moselle) (Baron-maire :(Nicolas Damas Marchant) Parti d'argent et de sable, à la demi-figure de femme nue, de carnation, mouvant de la pointe, couronnée de trois tours crénelées d'or, tenant de la dextre une épée haute en barre d'azur, et de la sénestre un étendard tricolore monté et frangé d'or [brochant la partition] au chef de gueules chargé de trois abeilles d'or. |
|       | Montauban (Tarn-et-Garonne) (Baron-Maire : ) De gueules au saule d'or étêté, ayant six branches sans feuilles, trois à dextre, trois à senestre, au chef de gueules chargé de trois abeilles d'or. |
|       | Montpellier (Hérault) (Baron-Maire : Pierre-Louis Granier) D'azur, au portail antique, sous lequel est assise une Vierge vêtue, tenant l'enfant Jésus le tout d'or et ayant à ses pieds un écu: d'or, au tourteau de gueules, au chef de gueules chargé de trois abeilles d'or. |
|       | Nancy (Meurthe) (Moselle) (Baron-Maire :(François Antoine Lallemand) D'argent au chardon de pourpre tigé arraché et feuillé de sinople, au chef de gueules à trois abeilles d'or. |
|       | Nantes (Loire-Inférieure) (Baron-Maire : Jean-Baptiste Bertrand-Geslin) De pourpre à la frégate d'argent voguant à senestre sur une mer de sinople, d'argent à cinq mouchetures d'hermine chargé d'un comble de gueules chargé de trois abeilles d'or.' |
|       | Nice (Alpes-Maritimes) (Baron-Maire : Louis Romey) D'argent au lion passant de gueules, surmonté d'un soleil rayonnant du même, adextré d'un olivier et sénéstré d'un oranger de sinople, le dernier fruité d'or, au chef de gueules chargé de trois abeilles d'or. |
|       | Orléans (Loiret) (Baron-Maire : Antoine Crignon des Ormeaux) Parti d'azur et de gueules ; l'azur à une statue de Jeanne d'Arc, armée de pied en cap, d'or, soutenue d'une terrasse d'argent ; le gueules à trois tierce feuilles, deux et une, d'argent ; au chef de gueules chargé de trois abeilles d'or. |
|       | Paris (Seine) Suppression de la mairie de Paris de 1794 à 1848. Les « lettres patentes » accordées à la ville de Paris par Napoléon Ier le 29 janvier 1811, dans lesquelles le chef (partie supérieure) du blason comporte trois abeilles d'or sur fond de gueules en lieu et place des fleurs de lys sur fond d'azur. On y voit de plus apparaître une étoile d'argent au-dessus de la nef, et la déesse Isis en proue de la nef. |
|       | Parme (Taro) D'or à la croix patée d'azur ; au chef des bonnes villes de l'Empire. D'oro alla croce patente di azzurro, al capo di rosso caricato di tre api d'oro. |
|       | Plaisance (Taro) (Baron-Maire : Giuseppe Calciati) De gueules à la louve arrêtée et soutenue d'argent, surmontée de deux billettes du même au chef de gueules à trois abeilles d'or,. Di rosso alla lupa fermata e sostenuta d'argento, sormontata da due biglietti del medesimo; al capo cucito delle buone città dell'Impero che è di rosso a tre api in fascia d'oro. |
|       | Reims (Marne) (Baron-Maire : Pierre Jobert-Lucas) D'argent à deux rinceaux de laurier passés en double sautoir de sinople, au chef de gueules chargé de trois abeilles d'or. |
|       | Rennes (Ille-et-Vilaine) (Baron-Maire : Esprit Charles Clair de La Bourdonnaye) D'hermine, au chef de gueules chargé de trois abeilles d'or. |
|       | Rome (Rome) D'argent à la bande de sable chargée d'une louve couchée allaitant deux jumeaux qu'elle semble regarder avec affection, au chef de gueules chargé de trois abeilles. Argent su una striscia di sabbia adagiata a capo di una lupa che allatta due gemelli che sembra guardare con affetto, il capo di rosso tre api. |
|       | Rotterdam (Bouches-de-la-Meuse) Coupé, au premier: écartelé d'or à un lion passant de gueules et aussi d'or à un lion passant de sable; au second: de sinople au pal d'argent au chef de gueules chargé de trois abeilles d'or. Doorsneden in drieën: het bovenste deel van keel met drie bijen van goud; het middelste deel gevierendeeld: 1 en 4 van goud met een gaande leeuw van keel, 2 en 3 van goud met een gaande leeuw van sabel; het onderste deel van sinopel met een paal van zilver. |
|       | Rouen (Seine-Inférieure) (Baron-Maire : Pierre Prosper Demadières) De gueules au mouton passant, la tête contournée d'argent, portant une croix en barre à laquelle est attachée d'un banderole du même ; au chef de gueules chargé de trois abeilles d'or. |
|       | Strasbourg (Bas-Rhin) (Baron-Maire : Louis-François de Wangen de Geroldseck) D'azur diapré d'or à la bande d'argent au chef de gueules chargé de trois abeilles d'or. |
|       | Toulouse (Haute-Garonne) (Baron-Maire : Raymond de Bellegarde) De gueules à la croix cléchée, vidée, pommetée de douze pièces d'or, sur une vergette du même, accompagnée en pointe d'un agneau passant d'argent, la tête nimbée, contournée, brochant sur la vergette, la croix accostée à dextre d'un château d'argent, et à sénestre d'une basilique du même, au chef de gueules chargé de trois abeilles d'or. |
|       | Tours (Indre-et-Loire) (Baron-Maire : Paul Deslandes) D'or à trois tours crénelées de sable, au chef de gueules chargé de trois abeilles d'or. |
|       | Troyes (Aube) (Baron-Maire : Louis Joseph BOURGOIN) Tiercé en fasce ; au premier, des bonnes villes, aux deuxième d'azur à trois châteaux flanqués de deux tours crénelées, sommées chacune d'un drapeau, le tout d'or, au troisième d'aeur à la bande d'argent, côtoyée de quatre cotices d'or, deux à dextre, deux à senestre, potencées de l'une à l'autre. |
|       | Turin (Pô) (Baron-Maire : Ignazio Laugier) D'azur à un taureau furieux d'or accorné d'argent, au chef de gueules chargé de trois abeilles d'or. |
|       | Versailles (Seine-et-Oise) (Baron-Maire : Thomas-Guillaume Pétigny) D'azur, au château d'or, surmonté de trois jets d'eau d'argent, au chef de gueules chargé de trois abeilles d'or. |

### Les villes de seconde classe
- Les villes du second ordre (comtesses), c'est-à-dire celles dont les maires étaient, comme ceux des bonnes villes, à la nomination de l'empereur, portaient un franc quartier à dextre, d'azur, chargé d'un N d'or, surmontée d'une étoile rayonnante de même et portant pour ornements extérieurs une couronne murale à cinq créneaux d'argent pour cimier, soutenue d'un caducée de même auquel sont suspendus deux festons servant de lambrequins, l'un à dextre d'olivier, l'autre à senestre de chêne aussi d'argent, noués et rattachés par des bandelettes d'azur.

| Image | Nom de la ville, du département, du blasonnement et du nom du Baron-Maire |
| ----- | --- |
|       | Acqui (Montenotte) Écartelé, au premier, des villes de seconde classe, au deuxième d'argent à la croix pleine de gueules, au troisième d'or au vautour éployé de sable empiétant un lièvre au naturel, au quatrième d'azur à un rocher d'or, mouvant du flanc senestre, d'où coule une source d'argent, fumante de sable et tombant dans un vase d'argent, mouvant du bas de l'écu. Inquartato, nel primo, delle città di seconda classe, nel secondo d'argento alla croce di rosso, nel terzo d'oro a un avvoltoio di nero con una lepre al naturale tra le artigli, nel quarto d'azzurro a una roccia d'oro movente dal lato sinistro, da dove scorre una fonte d'argento fumante di nero e cadente in un vaso d'argento movente dal fondo dello scudo |
|       | Agen (Lot-et-Garonne) De gueules à la tour crénelée de sept pièces chargée d'une roue, donjonnée d'un château de trois tourelles, une et deux, crénelées de trois pièces chacune, couvertes et girouettées, le tout d'or, ouvert, ajouré et maçonné de sable, adextré d'un coq d'argent, tenant dans ses pattes une légende du même, chargée du mot AGEN de sable ; au franc quartier des villes de seconde classe. |
|       | Aix-en-Provence (Bouches-du-Rhône) D'or, à cinq vergettes de gueules, au franc quartier des villes de seconde classe qui est à dextre d'azur à un N d'or, surmonté d'une étoile rayonnante du même. |
|       | Arles (Bouches-du-Rhône) D'azur au léopard accroupi d'or, la queue remontant entre les jambes, la patte dextre élevée tenant un labarum de Constantin du même chargé d'une inscription de sable CIV.AREL au franc quartier des villes de seconde classe qui est à dextre d'azur à un N d'or, surmonté d'une étoile rayonnante du même. |
|       | Armentières (Nord) Coupé au premier, au franc quartier des villes de seconde classe qui est à dextre d'azur à un N d'or, surmonté d'une étoile rayonnante du même, à senestre d'argent chargé à dextre d'un croissant contourné, à senestre d'un soleil rayonnant, surmontés en chef d'une étoile, le tout d'azur ; au second, à un lion rampant d'or. |
|       | Asti (Pô) Coupé, au premier parti, au franc quartier des villes de seconde classe qui est à dextre d'azur à un N d'or, surmonté d'une étoile rayonnante du même, a senestre de sable à trois lances antiques rangées en fasce d'or, au deuxième écartelé d'azur et de gueule, à la croix d'argent brochant sur le tout. Troncato, al primo partito, a destra al canton franco delle città di seconda classe che è di azzurro alla lettera N d'oro sormontata da una stella raggiante del medesimo, a sinistra di nero a tre lance antiche disposte in palo d'oro; al secondo inquartato di azzurro e di rosso, alla croce d'argento toccante gli orli.                                                                                                   |
|       | Avranches (Manche) D'azur à un château d'argent, flanqué de deux tours crénelées de trois pièces du même, ouvertes ajourées et maçonnées de sable au franc quartier des villes de seconde classe qui est à dextre d'azur à un N d'or, surmonté d'une étoile rayonnante du même. |
|       | Bayonne (Basses-Pyrénées) D'azur, à la tour crénelée de quatre pièces d'argent, ouverte, ajourée et maçonnée de sable, acc. de deux pins arrachés d'or, l'un à dextre, l'autre à senestre, et de deux lions affrontés d'argent, au franc quartier des villes de seconde classe qui est à dextre d'azur à un N d'or, surmonté d'une étoile rayonnante du même. |
|       | Beauvais (Oise) De gueules au pieu posé en pal d'argent, au franc quartier des villes de seconde classe qui est à dextre d'azur à un N d'or, surmonté d'une étoile rayonnante du même. |
|       | Bois-le-Duc (Bouches-du-Rhin) Coupé ; au premier, parti, à dextre des villes de seconde classe, à sénestre contrécartelé, aux premier et quatrième de sable au lion rampant d'or, aux deuxième et troisième d'argent au lion rampant de geules ; au second du coupé, de sable à un arbre arraché d'or. Doorsneden: I. Gedeeld: 1. in azuur een Latijnse letter N van goud waarboven een ster van hetzelfde, 2. gevierendeeld: a en d. in sabel een leeuw van goud, b en c. in zilver een leeuw van keel; II. In sabel een ontwortelde boom van goud. |
|       | Borgo-Taro (Apennins) D'argent à deux tours crénelées de trois pièces, jointes par une muraille, maçonnées, ouvertes et ajourées de gueules, soutenues d'un fleuve de sinople, et sommées d'une lance de sable, nouée d'azur ; au franc quartier des villes de seconde classe. D'argento, a due torri merlate di tre pezzi, unite da una muraglia, murate, aperte e finestrate di rosso, sostenute da un fiume di verde, e sormontate da una lancia di nero nodata di blu ; al quartier franco delle città di seconda classe. |
|       | Bruges (Lys (département)) Burrelé de huit pièces d'argent et de gueules, au lion d'azur langué et griffé de gueules, au franc quartier des villes de seconde classe qui est à dextre d'azur à un N d'or, surmonté d'une étoile rayonnante du même. Gedwarsbalkt van acht stukken zilver en keel, daaroverheen een leeuw van azuur genageld en getongd van keel, over alles heen een vrijkwartier van azuur waarin een Latijnse letter N van goud, waarboven een ster van hetzelfde. |
|       | Chalons-sur-Marne (Marne) D'azur à la croix d'argent, cantonnée en chef, à dextre d'une grappe de raisin, à sénestre d'une faulx en bande, en pointe à dextre d'un soc antique, à senestre d'un melon, le tout d'or soutenu d'une champagne de gueules, chargée du mot FIDES d'or ; au franc quartier des villes de seconde classe. |
|       | Chartres (Eure-et-Loir) De gueules, à trois besants d'argent, chacun chargé d'une inscription de sable frappé au droit d'un denier du Moyen Âge du type bléso-chartrain; au comble cousu d'azur, chargé d'ue gerbe d'or au franc quartier des villes de seconde classe qui est à dextre d'azur à un N d'or, surmonté d'une étoile rayonnante du même. |
|       | Castel-Sarrasin (Tarn-et-Garonne) D'azur au château donjonné de trois tours crénelées d'or, surmonté d'une tête de maure de sable tortillée d'argent, au comble de gueules, chargé d'une croix cléchée, vidée et pommetée d'or ; au franc quartier des villes de seconde classe. |
|       | Chaumont (Haute-Marne) De gueules à la couronne d'épis d'or, de laquelle sortent cinq tiges de blé, du même, trois pointant vers le chef, et deux vers le bas de l'écu ; au franc quartier des villes de seconde classe qui est à dextre d'azur à un N d'or, surmonté d'une étoile rayonnante du même. |
|       | Chiavari (Gênes) D'azur à un château d'argent ouvert, ajouré et maçonné de sable mouvant de la champagne de sinople chargée d'une clé d'or posée en fasce, au franc quartier des villes de seconde classe qui est à dextre d'azur à un N d'or, surmonté d'une étoile rayonnante du même. D'azzurro al castello d'argento aperto, finestrato e mattonato di nero sostenuto dalla campagna di verde caricata da una chiave d'oro posta in fascia, al canton franco delle città di seconda classe che è di azzurro alla lettera N d'oro sormontata da una stella raggiante del medesimo. |
|       | Cherbourg (Manche) D'azur à la fasce d'argent, chargée de trois étoiles en fasce de sable, et accompagnée de trois besants, deux en chef et un en pointe d'or au franc quartier des villes de seconde classe qui est à dextre d'azur à un N d'or, surmonté d'une étoile rayonnante du même. |
|       | Coutances (Manche) D'azur à trois colonnes d'ordre toscan posées en pal, rangées en fasce d'argent ; au franc quartier des villes de seconde classe. |
|       | Delft (Bouches-de-la-Meuse) D'argent au pal de sable, chevronné et resarcelé du champ; franc quartier des villes de seconde classe. |
|       | Dole (Jura) Coupé d'azur et de gueules, l'azur semé de billettes d'or et chargé d'un lion issant du même, armé et lampassé de gueules, le gueules à la montagne d'argent mouvante de la pointe ; au franc quartier des villes de seconde classe. |
|       | Granville (Manche) D’azur à la fasce nuagée d’argent, accompagné de trois étoiles d’or, deux en chef et une en pointe, chargée d’un dextrochère armé, de sable, mouvant du flanc senestre de l’écu et tenant une épée haute d’or franc au franc quartier des villes de seconde classe qui est à dextre d'azur à un N d'or, surmonté d'une étoile rayonnante du même. |
|       | Grasse (Alpes-Maritimes) D'azur à un agneau pascal ; à la champagne d'or chargée de deux rameaux au naturel passés en sautoir, à dextre d'olivier, à senestre de jasmin au franc quartier des villes de seconde classe qui est à dextre d'azur à un N d'or, surmonté d'une étoile rayonnante du même. |
|       | Haguenau (Bas-Rhin) D'azur à la quintefeuille en abîme d'argent, boutonnée de gueules ; franc quartier des villes de seconde classe. |
|       | Le Havre (Seine-Inférieure) De gueules à la salamandre d'argent dans des flammes d'or, au comble cousu d'azur chargé de trois étoiles d'or ; au franc quartier des villes de seconde classe qui est à dextre d'azur à un N d'or, surmonté d'une étoile rayonnante du même |
|       | Hyères (Var) D'Azur à la tour d'argent, maçonnée de sable, ouverte et ajourée du Champ, crénelée de quatre pièces, donjonnée de trois tourelles, crénelée chacune de trois pièces du même, et accompagnée en pointe de trois besants, deux et un, d'or au franc quartier des villes de seconde classe qui est à dextre d'azur à un N d'or, surmonté d'une étoile rayonnante du même. |
|       | Le Mans (Sarthe) De gueules à la croix d'or chargée d'une clef contournée de sable, cantonnée de quatre chandeliers d'argent, au franc quartier des villes de seconde classe qui est à dextre d'azur à un N d'or, surmonté d'une étoile rayonnante du même. |
|       | Leyde (Bouches-de-la-Meuse) D'argent aux deux clefs de gueules passées en sautoir, au franc quartier des villes de seconde classe qui est à dextre d'azur à un N d'or, surmonté d'une étoile rayonnante du même. In zilver twee schuingekruiste sleutels van keel met de baarden naar boven; in een vrijkwartier van azuur een Latijnse letter N van goud waarboven een ster van hetzelfde. |
|       | Lierre (Deux-Nèthes) D'argent aux trois chevrons de gueules, au franc quartier des villes de seconde classe qui est à dextre d'azur à un N d'or, surmonté d'une étoile rayonnante du même. In zilver drie kepers van keel; in een vrijkwartier van azuur een Romeinse letter N van goud waarboven een ster van hetzelfde. |
|       | Lons-le-Saunier (Jura) Écartelé ; au premier, des villes de seconde classe, au deuxième, d'azur à la bande d'or, au troisième, de gueules au cor enguiché d'argent, au quatrième d'or plein. |
|       | Loudun (Vienne) De gueules à la tour d'argent crénelée de cinq pièces, ouverte, ajourée et maçonnée de sable ; au franc quartier des villes de seconde classe. |
|       | Louvain (Dyle) De gueules à la fasce d'argent, au franc quartier des villes de seconde classe qui est à dextre d'azur à un N d'or, surmonté d'une étoile rayonnante du même. Van keel met een dwarsbalk van zilver; in een vrijkwartier van azuur een Romeinse letter N van goud, van boven vergezeld van een ster van hetzelfde. |
|       | Malines (Deux-Nèthes) D'or à trois pals de gueules ; au franc quartier des villes de seconde classe qui est à dextre d'azur à un N d'or, surmonté d'une étoile rayonnante du même. In goud drie palen van keel; in een vrijkwartier van azuur een Romeinse letter N van goud waarboven een ster van hetzelfde. |
|       | Moissac (Tarn-et-Garonne) De sinople à la colonne d'or embrassée par une vigne d'argent fruitée de pourpre ; au franc quartier des villes de seconde classe qui est à dextre d'azur à un N d'or, surmonté d'une étoile rayonnante du même. |
|       | Napoléon-Vendée (Vendée) De gueules à une ville d'argent sur un rocher de sinople accompagnée en chef d'une foix d'or, au franc quartier des villes de seconde classe qui est à dextre d'azur à un N d'or, surmonté d'une étoile rayonnante du même. |
|       | Niort (Deux-Sèvres) D'azur à la tour d'argent flanquée de deux gants d'or ; au franc quartier des villes de seconde classe qui est à dextre d'azur à un N d'or, surmonté d'une étoile rayonnante du même. |
|       | Pau (Basses-Pyrénées) d'azur à la barrière de trois palis au pied fiché d'argent, sommée d'un paon rouant d'or et accompagnée en pointe de deux vaches affrontées du même, accolées et clarinées de gueules ; au franc quartier des villes de seconde classe qui est à dextre d'azur chargé d'un N d'or surmonté d'une étoile rayonnante du même. |
|       | Rochefort (Charente-Inférieure) Coupé, au premier parti d'azur à un N d'or surmonté d'une étoile rayonnante du même, qui est des villes de seconde ordre; et d'or à un fort crénelé posé sur un rocher, le tout de sable ; au second de sable à un navire d'or, voguant sur une mer d'argent mouvant de la pointe. |
|       | Saint-Lô (Manche) De gueules, à la licorne furieuse, à l'écusson cantonné des villes de seconde classe. |
|       | Savone (Montenotte (département)) De gueules au pal d'argent, au chef d'azur chargé d'un palmier terrasé sur un mont d'or, au franc quartier des villes de seconde classe qui est à dextre d'azur à un N d'or, surmonté d'une étoile rayonnante du même. Di rosso al palo d'argento, al capo d'azzurro caricato di una palma terrazzata su una montagna d'oro, al canton franco delle città di seconda classe che è di azzurro alla lettera N d'oro sormontata da una stella raggiante del medesimo. |
| .     | Thionville (Moselle) D'azur a deux drapeaux d'argent aux fûts d'or sommés d'un aigle du même passés en sautoir, celui a dextre à la croix d'azur chargée d'un N d'or, celui de senestre à la fasce d'azur chargé d'un P aussi d'or, accompagnés de trois tours mal ordonnées crenelées chacune de cinq pièces d'argent, ouvertes, ajourés et maçonnées de sable, soutenues de sinople, et surmontées au point du chef d'un couronne de chêne de sinople, au franc quartier des villes de seconde classe qui est à dextre d'azur à un N d'or, surmonté d'une étoile rayonnante du même. |
|       | Tirlemont (Dyle) D'argent à la fasce d'azur, au franc quartier des villes de seconde classe qui est à dextre d'azur à un N d'or, surmonté d'une étoile rayonnante du même. In zilver een dwarsbalk van azuur; in een vrijkwartier van azuur een Romeinse letter N van goud, waarboven een ster van hetzelfde. |
|       | Toulon (Var) D'azur à la croix d'or, au franc quartier des villes de seconde classe qui est à dextre d'azur à un N d'or, surmonté d'une étoile rayonnante du même. |
|       | Troyes (Aube) (Baron-Maire : Louis Joseph BOURGOIN) Ville de Seconde classe de 1811 à 1813. D'azur à la bande d'argent côtoyée de quatre cotices d'or, deux à dextre, deux à senestre potencées l'une en l'autre, le tout surmonté d'un comble d'azur chargé de trois châteaux flanqués de deux tours crénelées, sommées chacune d'un drapeau, le tout d'or, au franc quartier des villes de seconde classe qui est à dextre d'azur à un N d'or, surmonté d'une étoile rayonnante du même. |
|       | Valognes (Manche) D'azur au lynx courant d'argent, accompagné de deux épis de blé, un à dextre, un à senestre, en pal, d'or, et surmonté de deux autres épis de blé, en sautoir, du même, au franc quartier des villes de seconde classe. |
|       | Verceil (Sesia) Coupé ; au premier, parti à dextre des villes de seconde classe, à sénestre d'or à deux palmes en sautoir de sinople, au deuxième d'argent à la croix de gueules. Troncato, nel primo partito, a dextra al quartier franco delle città di seconda classe che è d'azzurro a una lettera N d'oro sormontata da una stella raggiante dello stesso, a sinistra d'oro a due palme di verde poste in decusse, nel secondo d'argento alla croce di rosso. |
|       | Vesoul (Haute-Saône) Coupé : au premier, parti, à dextre des villes de seconde classe, à sénestre de gueules semé de billettes d'or sans nombre, au lion naissant d'argent, brochant sur le tout, au deuxième d'azur au croissant d'argent. |
|       | Flardingue (Bouches-de-la-Meuse) D'or au lion de gueules, au franc quartier des villes de seconde classe qui est à dextre d'azur à un N d'or, surmonté d'une étoile rayonnante du même. In goud een leeuw van keel; in een vrijkwartier van azuur een Romeinse letter N van goud waarboven een ster van hetzelfde. |

### Les villes de troisième classe
- Les villes du troisième ordre (baronnes), c'est-à-dire celles dont les maires étaient à la nomination des préfets, auront un franc quartier à senestre, de gueules, chargé des mêmes pièces d'argent écu sommé d'une corbeille  remplie de gerbes d'or, à laquelle sont suspendus deux festons servant de lambrequins, l'un à dextre, d'olivier, l'autre à senestre, de chênes, noués et rattachés par des bandelettes de gueules.

| Image | Nom de la ville, du département, du blasonnement et du nom du Baron-Maire |
| ----- | --- |
|       | Brionne (Eure) De gueules à la tour d'argent mouvant de la pointe d'une rivière du même, accostée de deux navettes d'or et chargée en abîme d'un B d'azur au franc quartier des villes de troisième classe, qui est à senestre une N d'argent surmontée d'une étoile rayonnant de même. |
|       | Bruyères (Vosges) D'azur à la tour d'argent crénelée de trois pièces ouverte, ajourée et maçonnée de sable, adextrée d'une maison à trois panonceaux et sénestrée d'une église, aussi d'argent ; l'une et l'autre, ouvertes, ajourées et maçonnées de sable, le tout surmonté de trois étoiles en fasce d'argent et soutenu des mots DÉPARTEMENT DES VOSGES, du même, au franc quartier des villes de troisième classe. |
|       | Épernay (Marne) De gueules chargé en abîme d'une main dextre de carnation, pressant une grappe de raisin, d'or accompagnée en chef de deux roses d'argent et pointée d'une lampe antique du même, allumée d'or, le tout soutenu d'une champagne d'or, chargée d'une rose de gueules ; au franc quartier des villes de troisième classe, qui est à senestre une N d'argent surmontée d'une étoile rayonnant de même.     |
|       | Fontenoy-le-Château (Vosges) D'azur à la cotice d'argent au franc quartier des villes de troisième classe, qui est à senestre une N d'argent surmontée d'une étoile rayonnant de même. |
|       | Lamballe (Côtes-du-Nord) D'azur à trois gerbes d'or ; au franc quartier des villes de troisième classe, qui est de gueules à senestre à une lettre capitale N d'argent surmontée d'une étoile rayonnant du même. |
|       | Mirecourt (Vosges) D'azur, à la bande d'or au franc quartier des villes de troisième classe, qui est à senestre une N d'argent surmontée d'une étoile rayonnant de même. |
|       | Neufchâteau (Vosges) D'argent à la bande de gueules, chargée de trois tours crenelées d'or, au franc quartier des villes de troisième classe, qui est à senestre une N d'argent surmontée d'une étoile rayonnant de même. |
|       | Paimbeuf (Loire-Inférieure) D'azur à un navire d'or, voguant sur une mer d'argent; au franc quartier des villes de troisième classe, qui est à senestre de gueules à une lettre N d'argent surmontée d'une étoile rayonnant de même. |
|       | Pons (Charente-Inférieure) De sinople à trois ponts de trois arches, l'un sur l'autre, d'or, maçonnés de sable et soutenus chacun d'une rivière d'argent; franc-quartier des villes de troisième classe, qui est à senestre de gueules chargé d'un N d'argent surmonté d'une étoile rayonnante du même. |
|       | Tournus (Saône-et-Loire) De gueules au château de trois tours crénelées d'argent, maçonne de sable, ouvert et ajouré du champ, accompagné en pointe de la Croix de la Légion d'Honneur au naturel, au franc quartier des villes de troisième classe, Qui est à senestre de gueules a un N d'argent surmontée d'une étoile rayonnant de même.                                                                            |

## Autres types de blasons...
| Image | Nom de la ville et blasonnement |
| ----- | --- |
|       | Cambrai (Nord) D'or à une aigle éployée de sable. |
|       | Coblence (Rhin-et-Moselle) D'azur, à un écusson en losange d'argent chargé d'une croix alésée de gueules sur laquelle broche une fleur de tournesol d'or; le tout soutenu par deux dauphins affrontés, celui de dextre d'or l'autre d'argent, cambrés queues en chef et gueules en pointe, vomissant deux rivières de l'un en l'autre mêlant leurs flots en pointe; au chef d'argent chargé d'un pampre feuillé de trois pièces au naturel. Azure, ein rautenförmigen Patch von Silber mit einem Kreuz gules aufgebohrt, auf dem Stift eine Blume Sonnenblumen Gold, das Ganze durch zwei Delphine vor unterstützt, die rechte Hand des anderen Gold Silber, gewölbte Schwanz Kopf und Kiefer zu einem Punkt, zwei Flüsse von Erbrochenem in einander mischen ihr Wasser in einem Punkt, der Chef Argent Weinblätter aus drei Teilen auf natürliche. |
|       | Fréjus (Var) D'azur à une frégate voguant sur la mer, le tout au naturel, surmontée d'une ombre de soleil d'or, l'écu surmonté du mot Fréjus en capitales de sable et entouré de la devise : « Julius Cæsar Nominavit - Napoleo Magnus Illustravit ». |
|       | Saint-Étienne (Loire) D'azur, à deux fusils d'or adossés en pal, accostés de deux clefs d'argent aussi adossées, surmontés d'un lambel d'or à quatre pendants, soutenus d'une molette d'argent, aux deux palmes de même en sautoir brochant sur le tout. |
|       | Saint-Jean-de-Losne (Côte d'Or) Écartelé ; aux premier et au quatrième d'azur à la bordure componée d'argent et de gueules, chargés savoir : le premier quartier d'une aigle d'or, le quatrième d'un casque aussi d'or ; au deuxième et troisième bandés d'azur et d'or à la bordure de gueules ; le tout soutenu d'une champagne d'azur chargée d'un fermail d'or auquel est suspendue la décoration de la Légion d'honneur. |
|       | Trieste (Provinces illyriennes) Coupé, au premier d'or à l'aigle impériale essorante au naturel; au second, tiercé en fasce d'azur d'argent et de gueules à la pointe de ranseur (hallebarde de Saint Serge) d'or brochante. Coupe, der ersten Steinadler kaiserlichen Impulse für die zweite natürliche Höhen in fess Blau Silber und Snacks an der Spitze der ranseur (Speer des St. Sergius) Gold Stitching. Troncato, al primo d'oro all'aquila imperiale al naturale sorante, al secondo interzato in fascia d'azzurro, d'argento e di rosso all'alabarda di San Sergio cucita d'oro. Coupe, prvi orel imperialnih zagon naravne drugo trikratnih v FEKP-a srebrne barve in prigrizki na čelu ranseur (kopje sv Sergius) zlata šivi |
|       | Plombières-les-Bains (Vosges (département)) D'azur à la fontaine jaillissante d'argent au chef de gueules chargée de trois abeilles d'or. |

### Les villes de première classe
| Image | Nom de la ville, du département, du blasonnement et du nom du Baron-Maire |
| ----- | --- |
|       | Paris (Seine) Blason de 1853 - Décision préfectorale du 24 novembre 1853. À noter que sous le Second Empire, Napoléon III a permis le chef fleurdelisé de France pour le blason de Paris |
|       | Alger (Département d'Alger) Coupé : en I, d'azur à l’aigle impériale d’or, empiétant sur un foudre du même, en II, de sinople au croissant d'or accompagné de trois étoiles du même.     |

### Les villes de seconde classe
| Image | Nom de la ville, du département, du blasonnement et du nom du Baron-Maire |
| ----- | --- |
|       | Bayonne (Pyrénées-Atlantiques) D'azur à la tour crénelée et talusée d'argent, ondée au naturel sous le pied, cantonnée à dextre d'un N couronné d'or, avec deux pins de sinople, chargés chacun de sept fruits d'or et posés en pal derrière deux lions d'or. |
|       | Darnétal (Seine-Inférieure) De gueules à la fasce ondée d'argent, accompagnée en chef de deux roues d'engrenage du même, et en pointe d'un maillet d'imprimeur accosté à dextre d'une navette de tisseur posée en barre avec sa bobine brochant en bande, et à senestre d'une navette à drap posée en bande avec son chardon brochant en barre, le tout d'orau franc quartier des villes de seconde classe qui est à dextre d'azur à un N d'or, surmonté d'une étoile rayonnante du même. |
|       | Fontainebleau (Seine-et-Marne) Tiercé en fasce : au premier, d’or, à l'aigle d'Empire de sable ; au deuxième, d'azur à la fasce ondée d'argent ; au troisième, d'argent à la salamandre enflammée de gueules, au franc quartier des villes de seconde classe qui est à dextre d'azur à un N d'or, surmonté d'une étoile rayonnante du même.(décret du 25 juin 1864) |
|       | Givors (Rhône) De gueules, à trois abeilles d’or placées : deux et une au franc quartier des villes de seconde classe qui est à dextre d'azur à un N d'or, surmonté d'une étoile rayonnante du même. |
|       | Rueil-Malmaison (Seine) De gueules au château de la Malmaison d'or, ouvert et ajouré de sable, soutenu d'une fleur d'hortensia d'azur tigée et feuillée de sinople, au franc quartier des villes de seconde classe qui est à dextre d'azur à un N d'or, surmonté d'une étoile rayonnante du même. |
|       | Tarare (Rhône) D'or à la croix ancrée de gueules, cantonnée de quatre Fusées de sable, au franc quartier des villes de seconde classe qui est à dextre d'azur à un N d'or, surmonté d'une étoile rayonnante du même. |

### Les villes de troisième classe
| Image | Nom de la ville du département et blasonnement et nom du Baron-Maire |
| ----- | --- |
|       | Menton (Alpes-Maritimes) Parti: au premier d'azur au Saint-Michel d'or terrassant un démon du même; au deuxième d'argent à un citronnier au naturel posé sur un mont du même, baigné par une mer d'azur ondée d'argent, au comble d'azur chargé de trois étoiles d'argent, au franc quartier des villes de troisième classe, qui est à senestre une N d'argent surmontée d'une étoile rayonnant de même. |